# MKB-10 poglavlje XIII: Bolesti mišićno-koštanog sustava i vezivnog tkiva

## (M00-M99) - Bolesti mišićno-koštanog sustava i vezivnog tkiva

### (M00-M25) - Artropatije

#### (M00-M03) - Infektivne artropatije
- M00 Piogeni artritis
  - M00.0 Stafilokokni artritis i poliartritis
  - M00.1 Pneumokokni artritis i poliartritis
  - M00.2 Drugi streptokokni artritis i poliartritis
  - M00.8 Artritis i poliartritis uzrokovan drugim specificiranim bakterijskim uzročnicima
  - M00.9 Piogeni artritis, nespecificiran

- M01* Direktna infekcija zglobova kod infektivnih i parazitarnih bolesti svrstanih drugamo
  - M01.0* Meningokokni artritis (A39.8)
  - M01.1* Tuberkulozni artritis (A18.0)
  - M01.2* Artritis kod Lymove bolesti (A69.2)
  - M01.3* Artritis kod ostalih bakterijskih bolesti svrstanih drugamo
  - M01.4* Artritis kod rubeole (B06.8)
  - M01.5* Artritis kod ostalih virusnih bolesti svrstanih drugamo
  - M01.6* Artritis kod mikoza (B35-B49)
  - M01.8* Artritis kod ostalih infektivnih i parazitarnih bolesti svrstanih drugamo

- M02 Reaktivne artropatije
  - M02.0 Artropatija nakon crijevnog premoštenja (intestinalnog bypassa)
  - M02.1 Postdizenterična artropatija
  - M02.2 Postimunizacijska artropatija
  - M02.3 Reiterova bolest
  - M02.8 Ostale reaktivne artropatije
  - M02.9 Reaktivna artropatija, nespecificirana

- M03* Postinfektivne i reaktivne artropatije kod bolesti svrstanih drugamo
  - M03.0* Postmeningokokni artritis (A39.8)
  - M03.1* Postinfektivna artropatija kod sifilisa
  - M03.2* Ostale postinfektivne artropatije kod bolesti svrstanih drugamo
  - M03.6* Reaktivna artropatija kod ostalih bolesti svrstanih drugamo

#### (M05-M14) - Upalne poliartropatije
- M05 Seropozitivni reumatoidni artritis
  - M05.0 Feltyjev sindrom
  - M05.1 Reumatoidna bolest pluća (J99.0*)
  - M05.2 Reumatoidni vaskulitis
  - M05.3 Reumatoidni artritis koji zahvaća druge organe i sustave
  - M05.8 Drugi seropozitivni reumatoidni artritis
  - M05.9 Seropozitivni reumatoidni artritis, nespecificiran

- M06 Ostali reumatoidni artritisi
  - M06.0 Seronegativni reumatoidni artritis
  - M06.1 Stillova bolest koja započinje u odraslih osoba
  - M06.2 Reumatoidni burzitis
  - M06.3 Reumatoidni čvorići (noduli)
  - M06.4 Upalna poliartropatija
  - M06.8 Drugi specificirani reumatoidni artritis
  - M06.9 Reumatoidni artritis, nespecificiran

- M07* Psorijatične i enteropatske artropatije
  - M07.0* Distalna interfalangealna psorijatična artropatija (L40.5)
  - M07.1* Artritis mutilans (L40.5)
  - M07.2* Psorijatični spondilitis (L40.5
  - M07.3* Druge psorijatične artropatije (L40.5)
  - M07.4* Artropatija kod Chronove bolesti /regionalnog enteritisa/ (K50.-)
  - M07.5* Artropatija kod ulceroznog kolitisa (K51.-)
  - M07.6* Ostale enteropatske artropatije

- M08 Mladenački (juvenilni) artritis
  - M08.0 Juvenilni reumatoidni artritis
  - M08.1 Juvenilni ankilozantni spondilitis
  - M08.2 Juvenilni artritis koji započinje sistemski
  - M08.3 Juvenilni poliartritis (seronegativni)
  - M08.4 Juvenilni artritis malih zglobova
  - M08.8 Drugi juvenilni artritis
  - M08.9 Juvenilni artritis, nespecificiran

- M09* Juvenilni artritis kod bolesti svrstanih drugamo
  - M09.0* Juvenilni artritis kod psorijaze (L40.5)
  - M09.1* Juvenilni artritis kod Crohnove bolesti /regionalnog enteritisa/ (K50.-)
  - M09.2* Juvenilni artritis kod ulceroznog kolitisa (K51.-)
  - M09.8* Juvenilni artritis kod ostalih bolesti svrstanih drugamo

- M10 Giht
  - M10.0 Idiopatski giht
  - M10.1 Giht uzrokovan olovom
  - M10.2 Giht uzrokovan lijekovima
  - M10.3 Giht uzrokovan optećenjem bubrežne funkcije
  - M10.4 Drugi sekundarni giht
  - M10.9 Giht, nespecificiran

- M11 Druge artropatije uzrokovane kristalima
  - M11.0 Bolest odlaganja hidroksiapatita
  - M11.1 Obiteljska hondrokalcinoza
  - M11.2 Druge hondrokalcinoze
  - M11.8 Ostale specificirane artropatije uzrokovane kristalima
  - M11.9 Artropatija uzrokovana kristalima, nespecificirana

- M12 Ostale specificirane artropatije
  - M12.0 Kronična postreumatska artropatija /Jaccoud/
  - M12.1 Kaschin-Beckova bolest
  - M12.2 Vilonodularni sinovitis (pigmentirani)
  - M12.3 Palindromični reumatizam
  - M12.4 Intermitentna hidrartroza
  - M12.5 Traumatska artropatija
  - M12.8 Ostale specificirane artropatije nesvrstane drugamo

- M13 Drugi artritis
  - M13.0 Poliartritis, nespecificiran
  - M13.1 Monoartritis, nesvrstan drugamo
  - M13.8 Ostali specificirani artritisi
  - M13.9 Artritis, nespecificiran

- M14* Artropatije kod ostalih bolesti svrstanih drugamo
  - M14.0* Gihtična artropatija uzrokovana manjkom enzima i ostalim naslijeđenim poremećajima
  - M14.1* Artropatija uzrokovana kristalima kod drugih metaboličnih poremećaja
  - M14.2* Dijabetična artropatija (E10-E14 s uobičajenom četvrtom oznakom .6)
  - M14.3* Lipoidni dermatoartritis (E78.8)
  - M14.4* Artropatija kod amiloidoze (E85.-)
  - M14.5* Artropatije kod ostalih endokrinih, prehrambenih i metaboličnih poremećaja
  - M14.6* Neuropatska artropatija
  - M14.8* Artropatije kod ostalih specificiranih bolesti svrstanih drugamo

#### (M15-M19) - Artroze
- M15 Poliartroza
  - M15.0 Primarna generalizirana (osteo)artroza
  - M15.1 Heberdenovi čvorovi (s artropatijom)
  - M15.2 Bouchardovi čvorovi (s artropatijom)
  - M15.3 Sekundarna višestruka (multipla) artroza
  - M15.4 Erozivna (osteo)artroza
  - M15.8 Ostale poliartroze
  - M15.9 Poliartroza, nespecificirana

- M16 Koksartroza /artroza kuka/
  - M16.0 Primarna koksartroza, obostrana
  - M16.1 Druga primarna koksartroza
  - M16.2 Koksartroza kao rezultat displazije, obostrana
  - M16.3 Druga displazijska koksartroza
  - M16.4 Posttraumatska koksartroza, obostrana
  - M16.5 Druga posttraumatska koksartroza
  - M16.6 Sekundarna koksartroza, obostrana
  - M16.7 Ostale sekundarne koksartroze
  - M16.9 Koksartroza, nespecificirana

- M17 Gonartroza /artroza koljena/
  - M17.0 Primarna gonartroza, obostrana
  - M17.1 Druga primarna gonartroza
  - M17.2 Posttraumatska gonartroza, obostrana
  - M17.3 Druga posttraumatska gonartroza
  - M17.4 Druga sekundarna gonartroza, obostrana
  - M17.5 Ostale sekundarne gonartroze
  - M17.9 Gonartroza, nespecificirana

- M18 Artroza prvoga karpometakarpalnoga zgloba
  - M18.0 Primarna artroza prvoga karpometakarpalnoga zgloba, obostrana
  - M18.1 Druga primarna artroza prvoga karpometakarpalnoga zgloba
  - M18.2 Posttraumatska artroza prvoga karpometakarpalnoga zgloba, obostrana
  - M18.3 Druga posttraumatska artroza prvoga karpometakarpalnoga zgloba
  - M18.4 Ostale sekundarne artroze prvoga karpometakarpalnoga zgloba, obostrane
  - M18.5 Ostale sekundarne artroze prvoga karpometakarpalnoga zgloba
  - M18.9 Artroza prvoga karpometakarpalnoga zgloba, nespecificirana

- M19 Ostale artroze
  - M19.0 Primarna artroza ostalih zglobova
  - M19.1 Posttraumatska artroza ostalih zglobova
  - M19.2 Druge sekundarne artroze
  - M19.8 Druga specificirana artroza
  - M19.9 Artroza, nespecificirana

#### (M20-M25) - Ostali poremećaji zglobova
- M20 Stečene deformacije prstiju škake i stopala
  - M20.0 Deformacija prsta (prstiju)
  - M20.1 Hallux valgus (stečeni)
  - M20.2 Hallux rigidus
  - M20.3 Druge deformacije nožnog palca(stečene)
  - M20.4 Hallux malleus (stečeni)
  - M20.5 Ostale deformacije nožnog(ih) prsta(iju)(stečene)
  - M20.6 Stečena deformacija nonog(ih) prsta(iju),nespecificirana

- M21 Ostale stečene deformacije udova
  - M21.0 Valgus deformacija, nesvrstana drugamo
  - M21.1 Varus deformacija, nesvrstana drugamo
  - M21.2 Fleksijska deformacija
  - M21.3 Viseća šaka ili stopalo (stečeno)
  - M21.4 Ravno stopalo /pes planus/ (stečeno)
  - M21.5 Stečena pandžasta šaka, zgrčena šaka, pandžasto stopalo i zgrčeno stopalo
  - M21.6 Druge stečene deformacije gležnja i stopala
  - M21.7 Nejednaka dužina udova (stečena)
  - M21.8 Ostale specificirane stečene deformacije udova
  - M21.9 Stečena deformacija udova, nespecificirana

- M22 Bolesti ivera (patele)
  - M22.0 Povratna dislokacija ivera (rekurentna dislokacija patele)
  - M22.1 Povratno djelomično iščašenje ivera (rekurentna subluksacija patele)
  - M22.2 Patelofemoralni poremećaji
  - M22.3 Drugi poremećaji patele
  - M22.4 Hondromalacija patele
  - M22.8 Ostale bolesti patele
  - M22.9 Bolest patele, nespecificirana

- M23 Unutrašnje ozljede koljena
  - M23.0 Cista meniska
  - M23.1 Diskoidni menisk (kongenitalni)
  - M23.2 Poremećaj meniska zbog starog rascjepa ili ozljede
  - M23.3 Drugi poremećaji meniska
  - M23.4 Slobodno tijelo u koljenu
  - M23.5 Kronična nestabilnost koljena
  - M23.6 Drugi spontani rascjep ligamenta (ligamenata) koljena
  - M23.8 Ostali unutrašnji poremećaji koljena
  - M23.9 Unutrašnji poremećaj koljena, nespecificiran

- M24 Drugi specificirani poremećaji zglobova
  - M24.0 Slobodno tijelo u zglobu
  - M24.1 Drugi poremećaji zglobne hrskavice
  - M24.2 Poremećaj ligamenta
  - M24.3 Patološka dislokacija i subluksacija zgloba, nesvrstana drugamo
  - M24.4 Povratna dislokacija i subluksacija zgloba
  - M24.5 Kontraktura zgloba
  - M24.6 Ankiloza zgloba
  - M24.7 Protruzija acetabula
  - M24.8 Ostali specificirani poremećaji zgloba, nesvrstani drugamo
  - M24.9 Poremećaj zgloba, nespecificiran

- M25 Ostali poremećaji zgloba, nesvrstani drugamo
  - M25.0 Hemartroza (izljev krvi u zglob)
  - M25.1 Fistula zgloba
  - M25.2 Labav (klimav) zglob
  - M25.3 Ostale nestabilnosti zgloba
  - M25.4 Izljev u zglob
  - M25.5 Bol u zglobu
  - M25.6 Ukočenje zgloba, nesvrstano drugamo
  - M25.7 Osteofit
  - M25.8 Ostali specificirani poremećaji zgloba
  - M25.9 Poremećaj zgloba, nespecificiran

### (M30-M36) - Sistemni poremećaji vezivnoga tkiva
- M30 Nodolozni poliarteritis i srodna stanja
  - M30.0 Polistzrtizid nodosa
  - M30.1 Poliarteritis sa zahvaćenim plućima(Churg-Strauss)
  - M30.2 Juvenilni poliarteritis
  - M30.3 Mukokutani sindrom limfnih čovorova (Kawasaki)
  - M30.8 Ostala srodna stanja nodoznoga poliarteritisa

- M31 Ostale nekrotizirajuće vaskulopatije
  - M31.0 Hipersenzitivni angitis
  - M31.1 Trombotična mikroangiopatija
  - M31.2 Smrtonosni granulom srednje crte (midline)
  - M31.3 Wegenerova granulomatoza
  - M31.4 Sindrom aortnog luka /Takayasu/
  - M31.5 Arteritis divovskih stanica (gigantocelularni arteritis) s reumatičnom polimialgijom
  - M31.6 Ostali arteritisi divovskih stanica
  - M31.8 Ostale specificirane nekrotizirajuće vaskulopatije
  - M31.9 Nekrotizirajuća vaskulopatija, nespecificirana

- M32 Sistemni lupus eritematozus
  - M32.0 Sistemni lupus eritematozus uzrokovan lijekovima
  - M32.1 Sistemni lupus eritematozus sa zahvaćenim organom ili sustavom
  - M32.8 Ostali oblici sistemnog eritematoznog lupusa
  - M32.9 Sistemni lupus eritematozus, nespecificiran

- M33 Dermatopolimiozitis
  - M33.0 Juvenilni dermatomiozitis
  - M33.1 Drugi dermatomiozitis
  - M33.2 Polimiozitis
  - M33.9 Dermatopolimiozitis, nespecificiran

- M34 Sistemna skleroza
  - M34.0 Progresivna sistemna skleroza
  - M34.1 KREST (CREST) sindrom
  - M34.2 Sistemna skleroza uzrokovana lijekovima i kemikalijama
  - M34.8 Ostali oblici sistemne skleroze
  - M34.9 Sistemna skleroza, nespecificirana

- M35 Ostale sistemne bolesti vezivnoga tkiva
  - M35.0 Sindrom sicca /Sjogren/
  - M35.1 Drugi sindromi preklapanja (overlap)
  - M35.2 Beh‡etova bolest
  - M35.3 Reumatska polimialgija
  - M35.4 Difuzni (eozinofilni) fascitis
  - M35.5 Multifokalna fibroskleroza
  - M35.6 Povratni panikulitis /Weber-Christian/
  - M35.7 Sindrom prekomjerne pokretljivosti (sindrom hipermobilnosti)
  - M35.8 Ostale specificirane sistemne bolesti vezivnoga tkiva
  - M35.9 Sistemna bolest vezivnoga tkiva, nespecificirana

- M36* Sistemni poremećaji vezivnoga tkiva kod bolesti svrstanih drugamo
  - M36.0* Dermato(poli)miozitis kod novotvorina (C00-D48)
  - M36.1* Artropatija kod novotvorina (C00-D48)
  - M36.2* Hemofilična artropatija (D66-D68)
  - M36.3* Artropatija kod drugih bolesti krvi (D50-D76)
  - M36.4* Artropatija kod reakcija preosjetljivosti svrstanih drugamo
  - M36.8* Sistemni poremećaji vezivnoga tkiva kod bolesti svrstanih drugamo

### (M40-M54) - Dorsopatije

#### (M40-M43) - Deformirajuće dorsopatije
- M40 Kifoza i lordoza
  - M40.0 Položajna (posturalna) kifoza
  - M40.1 Druga sekundarna kifoza
  - M40.2 Druga nespecificirana kifoza
  - M40.3 Sindrom ravnih leđa ("flatback" sindrom)
  - M40.4 Druga lordoza
  - M40.5 Lordoza,nespecificirana

- M41 Skolioza
  - M41.0 Dječja (infantilna) idiopatska skolioza
  - M41.1 Mladenačka (juvenilna) idiopatska skolioza
  - M41.2 Druga idiopatska skolioza
  - M41.3 Torakogena skolioza
  - M41.4 Skolioza, živčano-mišićna (neuromuskularna)
  - M41.5 Druga sekundarna skolioza
  - M41.8 Ostali oblici skolioze
  - M41.9 Skolioza, nespecificirana

- M42 Osteohondroza kralježnice
  - M42.0 Juvenilna osteohondroza kralježnice
  - M42.1 Osteohondroza kralježnice u odraslih
  - M42.9 Osteohondroza kralježnice, nespecificirana

- M43 Ostale deformirajuće dorzopatije
  - M43.0 Spondiloliza
  - M43.1 Spondilolisteza
  - M43.2 Druga stapanja kralježnice
  - M43.3 Povratna atlanto-aksijalna subluksacija s mijelopatijom
  - M43.4 Druga povratna atlanto-aksijalna subluksacija
  - M43.5 Duga povratna subluksacija kralježnice
  - M43.6 Tortikolis
  - M43.8 Ostale specificirane deformirajuće dorzopatije
  - M43.9 Deformirajuća dorzopatija, nespecificirana

#### (M45-M49) - Spondilopathije
- M45 Ankilozantni spondilitis

- M46 Druge upalne spondilopatije
  - M46.0 Entezopatija kralježnice
  - M46.1 Sakroileitis, nespecificiran drugamo
  - M46.2 Osteomijelitis kralješka
  - M46.3 Infekcija intervertebralnog diska (piogena)
  - M46.4 Discitis, nespecificiran
  - M46.5 Duge infektivne spondilopatije
  - M46.8 Ostale specificirane upalne spondilopatije
  - M46.9 Upalna spondilopatija, nespecificirana

- M47 Spondiloza
  - M47.0 Kompresijski sindromi arterija spinalis anterior i vertebralis (G99.2*)
  - M47.1 Duga spondiloza s mijelopatijom
  - M47.2 Druga spondiloza s radikulopatijom
  - M47.8 Ostale spondiloze
  - M47.9 Spondiloza, nespecificirana

- M48 Ostale spondilopatije
  - M48.0 Stenoza kralježnice
  - M48.1 Ankilozantna hiperostoza /Forestier/
  - M48.2 Priljubljena kralježnica (kissing spine)
  - M48.3 Traumatska spondilopatija
  - M48.4 Prijelom kralješka zbog zamora
  - M48.5 Prelomljen (kolabiran) kralježak, nesvrstan drugamo
  - M48.8 Druge specificirane spondilopatije
  - M48.9 Spondilopatija, nespecificirana

- M49* Spondilopatije kod bolesti svrstanih drugamo
  - M49.0* Tuberkuloza kralježnice (A18.0)
  - M49.1* Brucelozni spondilitis (A23.-)
  - M49.2* Enterobakterijski spondilitis (A01-A04)
  - M49.3* Spondilopatija kod drugih infektivnih i parazitarnih bolesti svrstanih drugamo
  - M49.4* Neuropatska spondilopatija
  - M49.5* Slomljen kralježak kod bolesti svrstanih drugamo
  - M49.8* Spondilopatija kod ostalih bolesti svrstanih drugamo

#### (M50-M54) - Ostale dorsopatije
- M50 Bolesti cervikalnog diska
  - M50.0 Bolesti cerviklanog diska s mijeopatijom (G99.2*)
  - M50.1 Bolest cervikalnog diska s radikulopatijom
  - M50.2 Drugi pomak cervikalnog diska
  - M50.3 Druge degenerativne promjene cervikalnog diska
  - M50.8 Ostale bolesti cervikalnog diska
  - M50.9 Bolest cervikalnog diska, nespecificirana

- M51 Druge bolesti intervertebralnog diska
  - M51.0 Bolesti lumbalnog i drugog intervertebralnog diska s mijelopatijom (G99.2*)
  - M51.1 Bolesti lumbalnog i drugog intervertebralnog diska s radikulopatijom
  - M51.2 Duga specificirana nestabilnost intervertebralnog diska
  - M51.3 Druga specificirana degenerativna promjena intervertebralnog diska
  - M51.4 Schmorlovi čvorovi
  - M51.8 Ostale specificirane bolesti intervertebralnog diska
  - M51.9 Bolest intervertebralnog diska, nespecificirana

- M53 Ostale dorzopatije, nesvrstane drugamo
  - M53.0 Cervikokranijalni sindrom
  - M53.1 Cervikobrahijalni sindrom
  - M53.2 Nestabilnost kralježnice
  - M53.3 Sakrokokcigealne bolesti, nesvrstane drugamo
  - M53.8 Ostale specificirane dorzopatije
  - M53.9 Dorzopatija, nespecificirana

- M54 Bol u leđima (dorzalgija)
  - M54.0 Panikulitis koji zahvaća područje vrata i leđa
  - M54.1 Radikulopatija
  - M54.2 Bol u vratu (cervikalgija)
  - M54.3 Išijas
  - M54.4 Lumbago s išijasom
  - M54.5 Bol u donjem dijelu leđa
  - M54.6 Bol u torakalnoj kralježnici
  - M54.8 Druga bol u leđima
  - M54.9 Bol u leđima, nespecificirana

### (M60-M79) - Poremećaji mekog tkiva

#### (M60-M63) - Poremećaji mišića
- M60 Miozitis
  - M60.0 Infektivni miozitis
  - M60.1 Intersticijski miozitis
  - M60.2 Granulom stranog tijela mekoga tkiva, nesvrtan drugamo
  - M60.8 Drugi miozitis
  - M60.9 Miozitis, nespecificiran

- M61 Kalcifikacija i osifikacija mišića
  - M61.0 Traumatski osificirajući miozitis (myositis ossificans traumatica)
  - M61.1 Progresivni osificirajući miozitis (myositis ossificans progressiva)
  - M61.2 Paralitička kalcifikacija i osifikacija mišića
  - M61.3 Kalcifikacija i osifikacija mišića združena s opeklinama
  - M61.4 Druga kalcifikacija mišića
  - M61.5 Druga osifikacija mišića
  - M61.9 Kalcifikacija i osifikacija mišića, nespecificirana

- M62 Ostale bolesti mišića
  - M62.0 Razdvajanje (dijastaza) mišića
  - M62.1 Druga ruptura mišića (netraumatska)
  - M62.2 Ishemični infarkt mišića
  - M62.3 Sindrom nepokretnosti (paraplegični)
  - M62.4 Kontraktura mišića
  - M62.5 Hipotrofija i atrofija mišića, nesvrstana drugamo
  - M62.6 Istegnuti mišić
  - M62.8 Ostale specificirane ozljede mišića
  - M62.9 Bolest mišića, nespecificirana

- M63* Bolesti mišića kod bolesti svrstanih drugamo
  - M63.0* Miozitis kod bakterijskih bolesti svrstanih drugamo
  - M63.1* Miozitis kod protozoalnih i parazitarnih infekcija svrstanih drugamo
  - M63.2* Miozitis kod ostalih infektivnih bolesti svrstanih drugamo
  - M63.3* Miozitis kod sarkoidoze (D86.8)
  - M63.8* Ostale mišićne bolesti kod bolesti svrstanih drugamo

#### (M65-M68) - Poremećaji sinovije i tetive
- M65 Sinovitis i tenosinovitis
  - M65.0 Apsces tetivne ovojnice
  - M65.1 Drugi infektivni (teno)sinovitis
  - M65.2 Kalcificirajući tendinitis
  - M65.3 Škljocajući prst (trigger finger)
  - M65.4 Tenosinovitis stiloidnog nastavka radijusa /de Quervain/
  - M65.8 Ostali sinovitisi i tenosinovitisi
  - M65.9 Sinovitis i tenosinovitis, nespecificiran

- M66 Spontani razdor zglobnih sveza i tetiva
  - M66.0 Ruptura poplitealne ciste
  - M66.1 Ruptura sinovije
  - M66.2 Spontana ruptura ekstenzornih tetiva
  - M66.3 Spontana ruptura fleksornih tetiva
  - M66.4 Spontana ruptura ostalih tetiva
  - M66.5 Spontana ruptura nespecificirane tetive

- M67 Ostale bolesti zglobnih sveza i tetiva
  - M67.0 Skraćena Ahilova tetiva (stečena)
  - M67.1 Druga kontraktura tetive (ovojnice)
  - M67.2 Sinovijalna hipertrofija, nesvrstana drugamo
  - M67.3 Prolazni (tranzitorni) sinovitis
  - M67.4 Ganglion
  - M67.8 Ostale specificirane bolesti sinovije i tetive
  - M67.9 Bolest sinovije i tetive, nespecificirana

- M68* Bolest zglobnih sveza i tetiva kod bolesti svrstanih drugamo
  - M68.0* Sinovitis i tenosinovitis kod bakterijskih bolesti svrstanih drugamo
  - M68.8* Ostale bolesti sinovije i tetive kod bolesti svrstanih drugamo

#### (M70-M79) - Ostali poremećaji mekog tkiva
- M70 Bolesti mekih tkiva nastale kao posljedica uporabe, prekomjerne uporabe i pritiska
  - M70.0 Kronični krepitirajući sinovitis šake i ručnoga zgloba
  - M70.1 Burzitis šake
  - M70.2 Burzitis olekranona
  - M70.3 Drugi burzitis lakta
  - M70.4 Prepatelarni burzitis
  - M70.5 Drugi burzitis koljena
  - M70.6 Trahanterični burzitis
  - M70.7 Drugi burzitis kuka
  - M70.8 Ostale bolesti mekog tkiva nastale kao posljedica uporabe,prekomjerne uporabe i pritiska
  - M70.9 Nespecificirane bolesti mekog tkiva nastala koa posljedica uporabe, prekomjerne uporabe i pritiska

- M71 Ostale burzopatije
  - M71.0 Apsces burze
  - M71.1 Drugi infektivni burzitis
  - M71.2 Sinovijalna cista poplitealnog područja /Baker/
  - M71.3 Druge ciste burze
  - M71.4 Odlaganje kalcija u burzu
  - M71.5 Dugi burzitis, nesvrstan drugamo
  - M71.8 Ostale specificirane burzopatije
  - M71.9 Burzopatija, nespecificirana

- M72 Fibroblastične bolesti
  - M72.0 Palmarna fascijalna fibromatoza /Dupuytren/
  - M72.1 Jastučići na zglobovima nastali zbog pritiska (knuckle pads-)
  - M72.2 Plantarna fascijalna fibromatoza
  - M72.3 Nodularni fascitis
  - M72.4 Pseudosarkomatozna fibromatoza
  - M72.5 Fascitis, nesvrstan drugamo
  - M72.8 Ostale fibroblastične bolesti
  - M72.9 Fibroblastična bolest, nespecificirana

- M73* Bolesti mekoga tkiva kod bolesti svrstanih drugamo
  - M73.0* Gonokokni burzitis (A54.4)
  - M73.1* Sifilitični burzitis (A52.7)
  - M73.8* Ostale bolesti mekoga tkiva kod bolesti svrstanih drugamo

- M75 Oštećenja ramena
  - M75.0 Adhezivni kapsulitis ramena
  - M75.1 Sindrom rotacijske manšete
  - M75.2 Upala tetive dvoglavog nadlaktičnog mišića (tendinitis m. bicipitis)
  - M75.3 Kalcificirajući tendinitis ramena
  - M75.4 Sindrom subakromijalnog sraza (impingement syndrome)
  - M75.5 Burzitis ramena
  - M75.8 Druga oštećenja ramena
  - M75.9 Oštećenje ramena, nespecificirano

- M76 Entenzopatije noge, bez stopala
  - M76.0 Tendinitis m. gluteusa
  - M76.1 Tendinitis m. psoasa
  - M76.2 Izdanak (egzostoza) ilijakalne kriste
  - M76.3 Sindrom iliotibijalne mišićne tetive
  - M76.4 Tibijalni kolateralni burzitis /Pellegrini-Stieda/
  - M76.5 Patelarni tendinitis
  - M76.6 Tendinitis Ahilove tetive
  - M76.7 Tendinitis m. peroneusa
  - M76.8 Ostale entezopatije noge, bez stopala
  - M76.9 Entezopatija noge, nespecificirana

- M77 Ostale entezopatije
  - M77.0 Medijalni epikondilitis
  - M77.1 Lateralni epikondilitis
  - M77.2 Periartritis ručnoga zgloba
  - M77.3 Kalkanealni izdanak (egzostoza)
  - M77.4 Metatarzalgija
  - M77.5 Druge entezopatije stopala
  - M77.8 Ostale entezopatije, nesvrstane drugamo
  - M77.9 Entezopatija, nespecificirana

- M79 Ostale bolesti mekih tkiva, nesvrstane drugamo
  - M79.0 Reumatizam, nespecificiran
  - M79.1 Mialgija
  - M79.2 Neuralgija i neuritis, nespecificirani
  - M79.3 Panikulitis, nespecificiran
  - M79.4 Hipertrofija (infrapatelarnog) masnog jastučića
  - M79.5 Zaostalo strano tijelo u mekome tkivu
  - M79.6 Bol u ekstremitetu
  - M79.8 Ostale specificirane bolesti mekoga tkiva
  - M79.9 Bolest mekoga tkiva, nespecificirana

### (M80-M90) - Osteopatije
- M80 Osteoporoza s patološkim prijelomom
  - M80.0 Postmenopauzalana osteoporoza s patološkim prijelomom
  - M80.1 Osteoporoza s potološkim prijelomom nakon ostranjenja jajnika
  - M80.2 Osteoporoza s patološkim prijelomom zbog neuporabe
  - M80.3 Malapsorpsijska osteoporoza s patološkim prijelomom nakon kirurškog zahvata
  - M80.4 Osteoporoza s patološkim prijelomom uzrokovana lijekovima
  - M80.5 Idiopatska osteoporoza s patološkim prijelomom
  - M80.8 Druga osteoporoza s patološkim prijelomom
  - M80.9 Nespecificirana osteoporoza s patološkim prijelomom

- M81 Osteoporoza bez patološkoga prijeloma
  - M81.0 Postmenopauzalna osteoporoza
  - M81.1 Osteoporoza nakon odstranjenja jajnika
  - M81.2 Osteoporoza zbog neuporabe
  - M81.3 Malapsorpcijska osteoporoza nakon kirurškog zahvata
  - M81.4 Osteoporoza uzrokovana lijekovima
  - M81.5 Idiopatska osteoporoza
  - M81.6 Ograničena (lokalizirana) osteoporoza /Lequesne/
  - M81.8 Druga osteoporoza
  - M81.9 Osteoporoza, nespecificirana

- M82* Osteoporoza kod bolesti svrstanih drugamo
  - M82.0* Osteoporoza kod multiple mijelomatoze (C90.0)
  - M82.1* Osteoporoza kod endokrinih bolesti (E00-E34)
  - M82.8* Osteoporoza kod ostalih bolesti svrstanih drugamo

- M83 Osteomalacija u odraslih osoba
  - M83.0 Osteomalacija u babinjama
  - M83.1 Staračka (senilna) osteomalacija
  - M83.2 Osteomalacija u odraslih kao posljedica malapsorpcije
  - M83.3 Osteomalacija u odraslih kao posljedica loše prehrane (malnutricijska osteomalacija)
  - M83.4 Aluminijska bolest kosti (aluminoza)
  - M83.5 Druga osteomalacija u odraslih uzrokovana lijekovima
  - M83.8 Druga osteomalacija u odraslih
  - M83.9 Osteomalacija u odraslih, nespecificirana

- M84 Poremećaji kontinuiteta kosti
  - M84.0 Loše srastao prijelom
  - M84.1 Nesrastao prijelom /pseudartroza/
  - M84.2 Odgođeno srašćivanje prijeloma
  - M84.3 Prijelom zbog stresa, nesvrstan drugamo
  - M84.4 Patološki prijelom, nesvrstan drugamo
  - M84.8 Ostali poremećaji kontinuiteta kosti
  - M84.9 Poremećaj kontinuiteta kosti, nespecificiran

- M85 Ostali poremećaji u čvrstoći i građi kosti
  - M85.0 Fibrozna displazija (monostotična)
  - M85.1 Koštana fluoroza
  - M85.2 Hiperostoza lubanje
  - M85.3 Osteitis condensans
  - M85.4 Pojedinačna (solitarna) cista kosti
  - M85.5 Aneurizmatska cista kosti
  - M85.6 Druga cista kosti
  - M85.8 Ostali specificirani poremećaji u čvrstoći i građi kosti
  - M85.9 Poremećaj u čvrstoći i građi kosti, nespecificiran

- M86 Osteomijelitis
  - M86.0 Akutni hematogeni osteomijelitis
  - M86.1 Drugi akutni osteomijelitis
  - M86.2 Subakutni osteomijelitis
  - M86.3 Kronični osteomijelitis mnogostrukih žarišta (multifokalni)
  - M86.4 Kronični osteomijelitis s drenažnim sinusom
  - M86.5 Drugi kronični hematogeni osteomijelitis
  - M86.6 Drugi kronični osteomijelitis
  - M86.8 Drugi osteomijelitis
  - M86.9 Osteomijelitis, nespecificiran

- M87 Osteonekroza
  - M87.0 Idiopatska aseptična nekroza kosti
  - M87.1 Osteonekroza uzrokovana lijekovima
  - M87.2 Osteonekroza uzrokovana prijašnjom traumom
  - M87.3 Druga sekundarna osteonekroza
  - M87.8 Druga osteonekroza
  - M87.9 Osteonekroza, nespecificirana

- M88 Pagetova bolest kosti /osteitis deformans/
  - M88.0 Pagetova bolest lubanje
  - M88.8 Pagetova bolest ostalih kostiju
  - M88.9 Pagetova bolest kosti, nespecificirana

- M89 Ostali poremećaji kosti
  - M89.0 Algoneurodistrofija
  - M89.1 Epifizni zastoj (arest)
  - M89.2 Drugi poremećaji razvoja i rasta kosti
  - M89.3 Hipertrofija kosti
  - M89.4 Ostale hipertrofične osteoartropatije
  - M89.5 Razgradnja kosti (osteoliza)
  - M89.6 Osteopatija nakon poliomijelitisa
  - M89.8 Ostali specificirani poremećaji kosti
  - M89.9 Poremećaj kosti, nespecificiran

- M90* Osteopatije kod bolesti svrstanih drugamo
  - M90.0* Tuberkuloza kosti(A18.0)
  - M90.1* Periostitis kod ostalih infektivnih bolesti svrstanih drugamo
  - M90.2* Osteopatija kod drugih infektivnih bolesti svrstanih drugamo
  - M90.3* Osteonekroza kod kesonske bolesti
  - M90.4 Osteonekroza uzrokovana hemoglobinopatijom (D50-D64)
  - M90.5 Osteonekroza kod ostalih bolesti srstanih drugamo
  - M90.6 Osteitis deformans kod novotvorina (C00-D48)
  - M90.7 Prijelom kosti kod novotvorina (C00-D48)
  - M90.8 Osteopatija kod ostalih bolesti svrstanih drugamo

### (M91-M94) - Kondropatije
- M91 Mladenačko okoštavanje zglobne hrskavice kuka i zdjelice (juvenilna osteohondroza kuka i zdjelice)
  - M91.0 Mladenčka osteohondroza zdjelice
  - M91.1 Mladenačka osteohondroza glave bedrene kosti (femura) /Legg-Calv‚-Perthes/
  - M91.2 Coxa plana
  - M91.3 Pseudokoksalgija
  - M91.8 Ostale mladenačke osteohondroze kuka i zdjelice
  - M91.9 Mladenačka osteohondroza kuka i zdjelice, nespecificirana

- M92 Druge juvenilne osteohondroze
  - M92.0 Mladenačka osteohondroza nadlaktične kosti (humerusa)
  - M92.1 Mladenačka osteohondroza palčane i lakatne kosti (radijusa i ulne)
  - M92.2 Mladenčka osteohondroza šake
  - M92.3 Druga juvenilna osteohondroza ruke
  - M92.4 Mladenačka osteohondroza ivera (patele)
  - M92.5 Mladenačka osteohondroza goljenične i lisne kosti (tibije i fibule)
  - M92.6 Mladenačka osteohondroza nožja (tarzusa)
  - M92.7 Mladenačka osteohondroza donožja (metatarzusa)
  - M92.8 Duga specificirana juvenilna osteohondroza
  - M92.9 Mladenačka osteohondroza, nespecificirana

- M93 Ostale osteohondropatije
  - M93.0 Epifizioliza glave bedrene kosti (femura) (netraumatska)
  - M93.1 Kienb”ckova bolest odraslih
  - M93.2 Osteochondritis dissecans
  - M93.8 Ostale specificirane osteohondropatije
  - M93.9 Osteohondropatija, nespecificirana

- M94 Ostali poremećaji hrskavice
  - M94.0 Sindrom hondrokostalnoga spoja /Tietze/
  - M94.1 Povratni polihondritis
  - M94.2 Hondromalacija
  - M94.3 Hondroliza
  - M94.8 Drugi specificirani poremećaji hrskavice
  - M94.9 Bolest hrskavice, nespecificirana

### (M95-M99) - Ostali poremećaji mišićno-koštanog sustava i vezivnog tkiva
- M95 Ostale stečene deformacije mišićno-koštanog sustava i vezivnoga tkiva
  - M95.0 Stečeni deformitet nosa
  - M95.1 Uho u obliku cvjetače
  - M95.2 Drugi stečeni deformitet glave
  - M95.3 Stečeni deformitet vrata
  - M95.4 Stečeni deformitet prsnog koša i rebra
  - M95.5 Stečeni deformitet zdjelice
  - M95.8 Ostali specificirani stečeni deformiteti mišićno-koštanog sustava
  - M95.9 Stečeni deformitet mišićno-koštanog sustava, nespecificiran

- M96 Poremećaji mišićno-koštanog sustava koji se pojavljuju nakon određenih postupaka, nesvrstani drugamo
  - M96.0 Pseudoartroza nakon osteosinteze ili artrodeze
  - M96.1 Postlaminektomični sindrom, nesvrstan drugamo
  - M96.2 Kifoza nakon zračenja (postradijacijska kifoza)
  - M96.3 Postlaminektomična kifoza
  - M96.4 Lordoza nakon kirurškog zahvata
  - M96.5 Skolioza nakon zračenja (postradijacijska skolioza)
  - M96.6 Prijelom kosti nakon umetanja ortopedskog implantata, zglobne proteze ili koštane ploče
  - M96.8 Ostali poremećaji mišićno-koštanog sustava nakon određenih zahvata
  - M96.9 Poremećaj mišićno-koštanog sustava nakon određena postupka, nespecificiran

- M99 Biomehanička oštećenja, nesvrstana drugamo
  - M99.0 Segmentalna i somatska disfunkcija
  - M99.1 Složena subluksacija (kralježnice)
  - M99.2 Subluksacijska stenoza živčanog kanala
  - M99.3 Koštana stenoza živčanog kanala
  - M99.4 Stenoza živčanog kanala vezivnim tkivom
  - M99.5 Stenoza živčanog kanala intervertebralnim diskom
  - M99.6 Koštana i subluksacijska stenoza intervertebralnih otvora (foramina)
  - M99.7 Stenoza intervertebralnih otvora (foramina) vezivnim tkivom i diskom
  - M99.8 Ostala biomehanička oštećenja
  - M99.9 Biomehaničko oštećenje, nespecificirano

## Vanjske poveznice
- MKB-10 M00-M99 2007. - WHO